# Vioménil
Vioménil est une commune française située dans le département des Vosges, en région Grand Est.
Ses habitants sont appelés les Viamanciliens.

## Géographie

### Localisation
Vioménil est située à 12 km à l'est de Darney, dans la partie la plus élevée de la Vôge. C'est d'ailleurs sur son territoire que culminent les monts Faucilles au Ménamont (467 mètres).

### Géologie et relief
Viomenil, vue de la source de la Saône.
Le village s'étale en fer à cheval sur les deux extrémités d’un plateau enserrant la vallée naissante de la Saône.
Espaces naturels :
- Deux espace protégés hors Natura 2000 : Etang de la faignotte; Etang de la faignotte - parcelle en maitrise d'usage,
- Un espace protégé Natura 2000 : Gîtes à chiroptères de la Vôge.
- Trois zones naturelles d'intérêt écologique, faunistique et floristique (Znieff) :  Etang de la Faignotte à Vioménil; Rivière de la Saône de Vioménil à Bonvillet; Vôge et Bassigny.

### Communes limitrophes
|          | Escles   |                        |
| Belrupt  | Vioménil | Charmois-l'Orgueilleux |
| Hennezel | La Haye  |                        |

### Hydrographie et les eaux souterraines
Hydrogéologie et climatologie : Système d’information pour la gestion des eaux souterraines du bassin Rhin-Meuse :
Territoire communal : Occupation du sol (Corinne Land Cover); Cours d'eau (BD Carthage),
Géologie : Carte géologique; Coupes géologiques et techniques,
 Hydrogéologie : Masses d'eau souterraine; BD Lisa; Cartes piézométriques.
La commune est située pour partie dans le bassin versant du Rhin au sein du bassin Rhin-Meuse et pour partie dans le bassin versant de la Saône au sein du bassin Rhône-Méditerranée-Corse. Elle est drainée par la Saône, le Madon, le ruisseau des Cailloux, le ruisseau de l'Etang Roussel et le ruisseau des Bocards,.
La Saône prend sa source sur le territoire communal au pied du Ménamont, au sud des monts Faucilles à 405 m d'altitude. Elle conflue avec le Rhône à Lyon, à l'altitude de 163 mètres après avoir traversé le val de Saône.
Le Madon, d'une longueur totale de 96,9 km, prend sa source dans la commune, à 410 m d'altitude, et se jette dans la Moselle à Pont-Saint-Vincent, après avoir traversé 47 communes.
Les étangs Marchand, de la Grande Plaine, Jolivet, de la Faignotte complètent le réseau hydrographique.

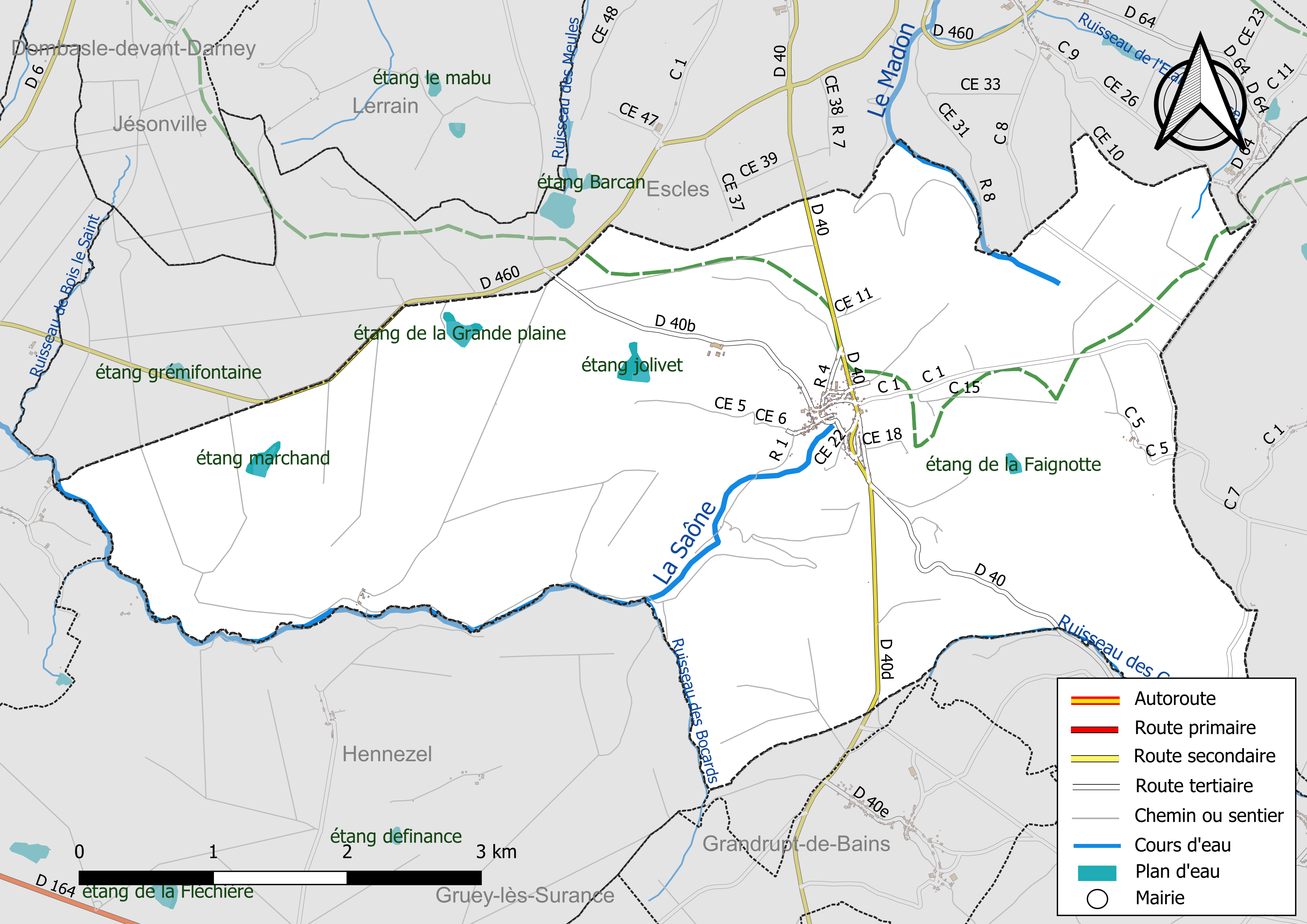
Réseaux hydrographique et routier de Vioménil.

La qualité des cours d’eau peut être consultée sur un site dédié géré par les agences de l’eau et l’Agence française pour la biodiversité.

### Climat
Pour des articles plus généraux, voir Climat du Grand Est et Climat des Vosges.
En 2010, le climat de la commune est de type climat de montagne, selon une étude du Centre national de la recherche scientifique s'appuyant sur une série de données couvrant la période 1971-2000. En 2020, Météo-France publie une typologie des climats de la France métropolitaine dans laquelle la commune est dans une zone de transition entre le climat océanique altéré et le climat océanique altéré et est dans la région climatique  Lorraine, plateau de Langres, Morvan, caractérisée par un hiver rude (1,5 °C), des vents modérés et des brouillards fréquents en automne et hiver. 
Pour la période 1971-2000, la température annuelle moyenne est de 9,3 °C, avec une amplitude thermique annuelle de 17 °C. Le cumul annuel moyen de précipitations est de 1 129 mm, avec 13,5 jours de précipitations en janvier et 9,9 jours en juillet. Pour la période 1991-2020, la température moyenne annuelle observée sur la station météorologique de Météo-France la plus proche, « Dommartin-aux-Bois_sapc », sur la commune de Dommartin-aux-Bois à 10 km à vol d'oiseau, est de 10,6 °C et le cumul annuel moyen de précipitations est de 908,9 mm. 
La température maximale relevée sur cette station est de 39,4 °C, atteinte le 25 juillet 2019 ; la température minimale est de −17,5 °C, atteinte le 20 décembre 2009,,. 
Les paramètres climatiques de la commune ont été estimés pour le milieu du siècle (2041-2070) selon différents scénarios d'émission de gaz à effet de serre à partir des nouvelles projections climatiques de référence DRIAS-2020. Ils sont consultables sur un site dédié publié par Météo-France en novembre 2022.

## Urbanisme

### Typologie
Au 1er janvier 2024, Vioménil est catégorisée commune rurale à habitat dispersé, selon la nouvelle grille communale de densité à sept niveaux définie par l'Insee en 2022.
Elle est située hors unité urbaine et hors attraction des villes,.

### Occupation des sols
L'occupation des sols de la commune, telle qu'elle ressort de la base de données européenne d’occupation biophysique des sols Corine Land Cover (CLC), est marquée par l'importance des forêts et milieux semi-naturels (73,9 % en 2018), une proportion identique à celle de 1990 (73,9 %). La répartition détaillée en 2018 est la suivante : 
forêts (73,9 %), prairies (17,7 %), terres arables (6,9 %), zones urbanisées (1,5 %). L'évolution de l’occupation des sols de la commune et de ses infrastructures peut être observée sur les différentes représentations cartographiques du territoire : la carte de Cassini (XVIIIe siècle), la carte d'état-major (1820-1866) et les cartes ou photos aériennes de l'IGN pour la période actuelle (1950 à aujourd'hui).

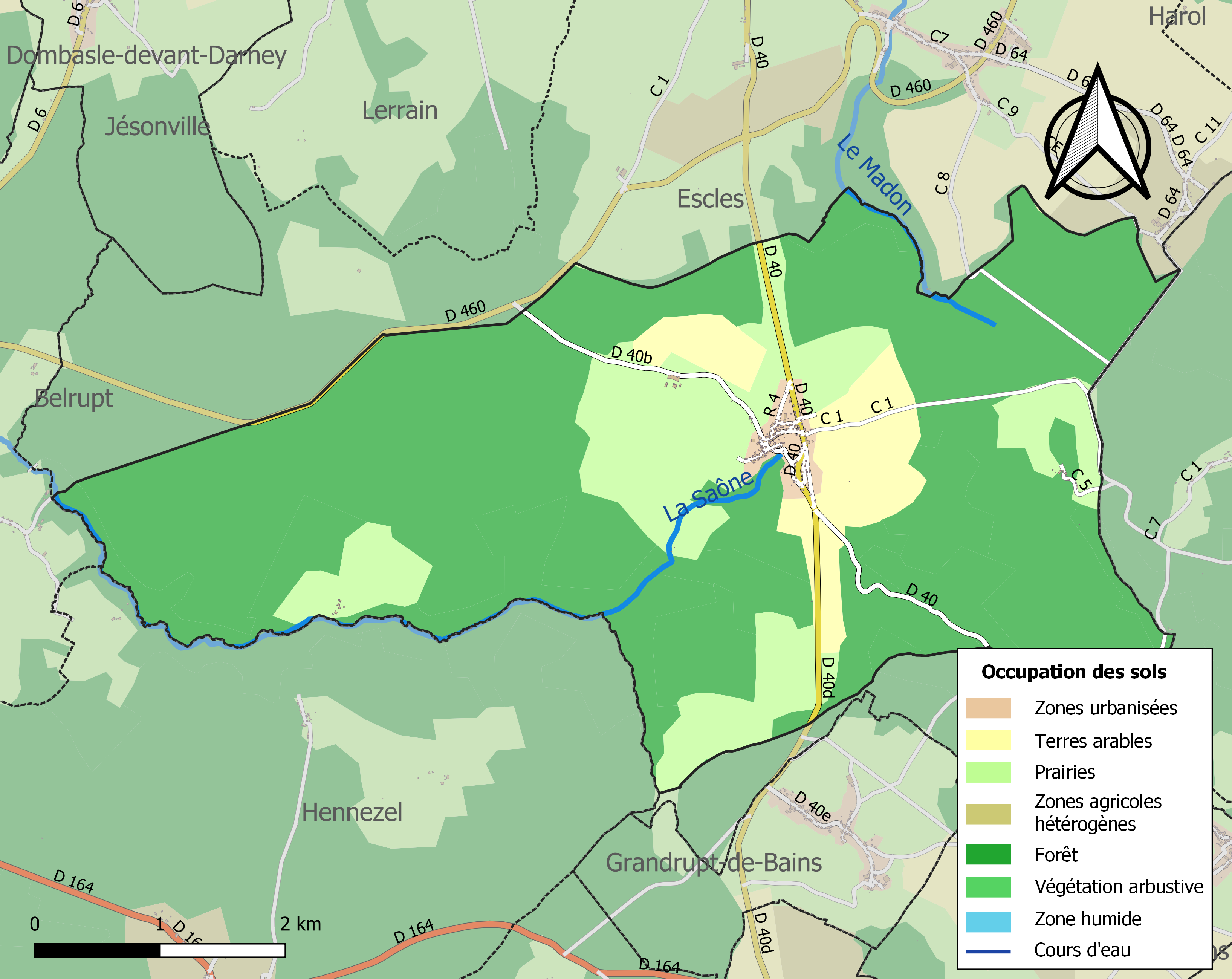
Carte des infrastructures et de l'occupation des sols de la commune en 2018 (CLC).

## Toponymie
Le nom de la localité est attesté sous les formes Viommaignil (1343) ; Viomesnil (1397) ; Vionmaigny (1496) ; Vyomenil (1556) ; Vyomesnil (1575) ; Visomesnil (1628) ; Vyamesnil (1656) ; Viomenil (1711) ; Violmesnil (1713) ; Via Mansilis (1768).

## Histoire
Viamansalis était un lieu de passage des Romains qui empruntaient la vallée de la Saône. La voie romaine Langres-Strasbourg franchissait le col du Haut-de-Salin.
En 1343, la commune se nomme Viommaignil, Viomesnil en 1397, Viommaigny en 1496.
Au XVIe siècle, des maîtres-verriers venus de Bohême installèrent leur activité en divers lieudits : Grandmont, le Tolloy, la Pille, la Bataille, la Neuve-Verrerie.

## Politique et administration

### Budget et fiscalité 2022

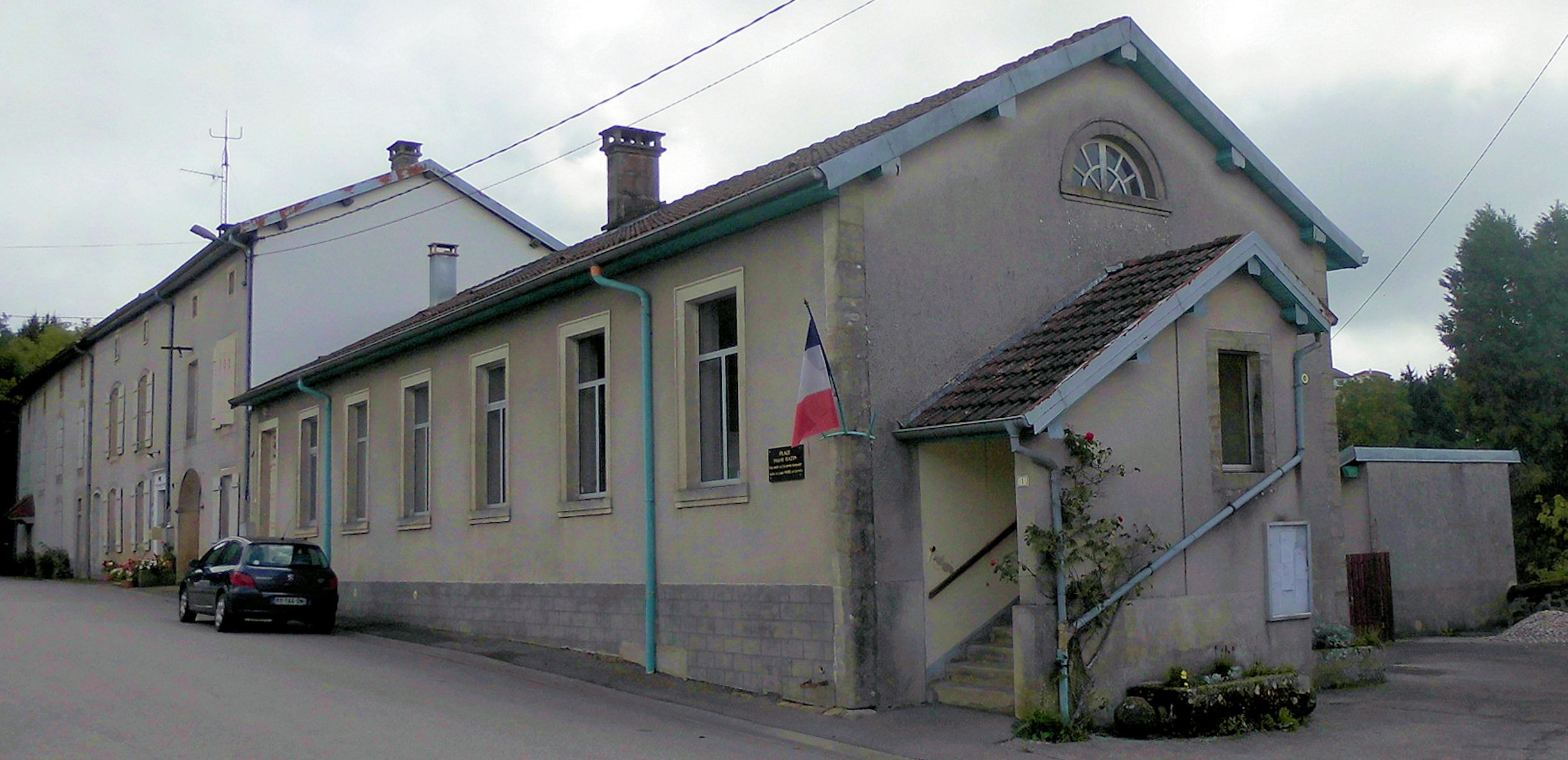
La mairie.

En 2022, le budget de la commune était constitué ainsi :
- total des produits de fonctionnement : 165 000 €, soit 1 077 € par habitant ;
- total des charges de fonctionnement : 105 000 €, soit 687 € par habitant ;
- total des ressources d'investissement : 168 000 €, soit 1 097 € par habitant ;
- total des emplois d'investissement : 132 000 €, soit 861 € par habitant ;
- endettement : 101 000 €, soit 658 € par habitant.

Avec les taux de fiscalité suivants :
- taxe d'habitation : 21,37 % ;
- taxe foncière sur les propriétés bâties : 39,91 % ;
- taxe foncière sur les propriétés non bâties : 22,27 % ;
- taxe additionnelle à la taxe foncière sur les propriétés non bâties : 0,00 % ;
- cotisation foncière des entreprises : 0,00 %.

Chiffres clés Revenus et pauvreté des ménages en 2021 : médiane en 2021 du revenu disponible, par unité de consommation : 19 120 €.

### Liste des maires
| Période                                  | Période        | Identité                   | Étiquette | Qualité                                                 |
| ---------------------------------------- | -------------- | -------------------------- | --------- | ------------------------------------------------------- |
| Les données manquantes sont à compléter. |                |                            |           |                                                         |
|                                          |                | Jacques Poirot (1924-2019) |           | Exploitant forestier                                    |
| mars 2001                                | septembre 2003 | Janine Monchablon          |           | Démissionnaire en cours de mandat                       |
| 2003                                     | 2006           | Jean Pierrez               |           | Négociant en bestiaux Démissionnaire en cours de mandat |
| juillet 2006                             | 2008           | André Georges              |           | Démissionnaire en cours de mandat                       |
| juillet 2008                             | avril 2014     | Brigitte Scalvinoni        |           |                                                         |
| avril 2014                               | En cours       | Sylvain Fransot            |           | [ 21 ]                                                  |

## Population et société

### Démographie

#### Évolution démographique
L'évolution du nombre d'habitants est connue à travers les recensements de la population effectués dans la commune depuis 1793. Pour les communes de moins de 10 000 habitants, une enquête de recensement portant sur toute la population est réalisée tous les cinq ans, les populations de référence des années intermédiaires étant quant à elles estimées par interpolation ou extrapolation. Pour la commune, le premier recensement exhaustif entrant dans le cadre du nouveau dispositif a été réalisé en 2007.

En 2022, la commune comptait 153 habitants, en évolution de +5,52 % par rapport à 2016 (Vosges : −2,96 %, France hors Mayotte : +2,11 %).
| 1793 | 1800 | 1806 | 1821 | 1831 | 1836 | 1841 | 1846 | 1856 |
| ---- | ---- | ---- | ---- | ---- | ---- | ---- | ---- | ---- |
| 558  | 589  | 650  | 721  | 713  | 750  | 729  | 735  | 689  |

| 1861 | 1866 | 1876 | 1881 | 1886 | 1891 | 1896 | 1901 | 1906 |
| ---- | ---- | ---- | ---- | ---- | ---- | ---- | ---- | ---- |
| 677  | 660  | 624  | 553  | 528  | 512  | 485  | 502  | 501  |

| 1911 | 1921 | 1926 | 1931 | 1936 | 1946 | 1954 | 1962 | 1968 |
| ---- | ---- | ---- | ---- | ---- | ---- | ---- | ---- | ---- |
| 457  | 343  | 337  | 303  | 296  | 273  | 233  | 234  | 200  |

| 1975 | 1982 | 1990 | 1999 | 2006 | 2007 | 2012 | 2017 | 2022 |
| ---- | ---- | ---- | ---- | ---- | ---- | ---- | ---- | ---- |
| 157  | 136  | 172  | 158  | 145  | 143  | 141  | 145  | 153  |

### Enseignement
Établissements d'enseignements : 
- Écoles maternelles et primaires à Escles, Hennezel, Lerrain, Charmois-l'Orgueilleux, Les Vallois.
- Collèges à La Vôge-les-Bains, Dompaire, Monthureux-sur-Saône, Xertigny, Vauvillers.
- Lycées à Harol, La Vôge-les-Bains, Épinal.

### Santé
Professionnels et établissements de santé : 
- Médecins à Lerrain, Charmois-l'Orgueilleux, Darney, Girancourt, Bains-les-Bains, Dompaire.
- Pharmacies à Lerrain, Hennezel, Darney, Girancourt, Bains-les-Bains, Dompaire.
- Hôpitaux à Ville-sur-Illon, Xertigny, Vittel.

### Cultes
- Culte catholique, Paroisse Saint-Martin-de-la-Forêt[28], Diocèse de Saint-Dié.

## Économie

### Entreprises et commerces

#### Agriculture
- Annuaire  Agri, sylvi et pêche.
- Exploitation forestière.

#### Tourisme
- Hébergements et restauration à Dombasle-devant-Darney, Claudon, Bains-les-Bains, Sanchey, Monthureux-sur-Saône, Xertigny.

#### Commerces
- Commerces et services de proximité.

## Culture locale et patrimoine

### Lieux et monuments

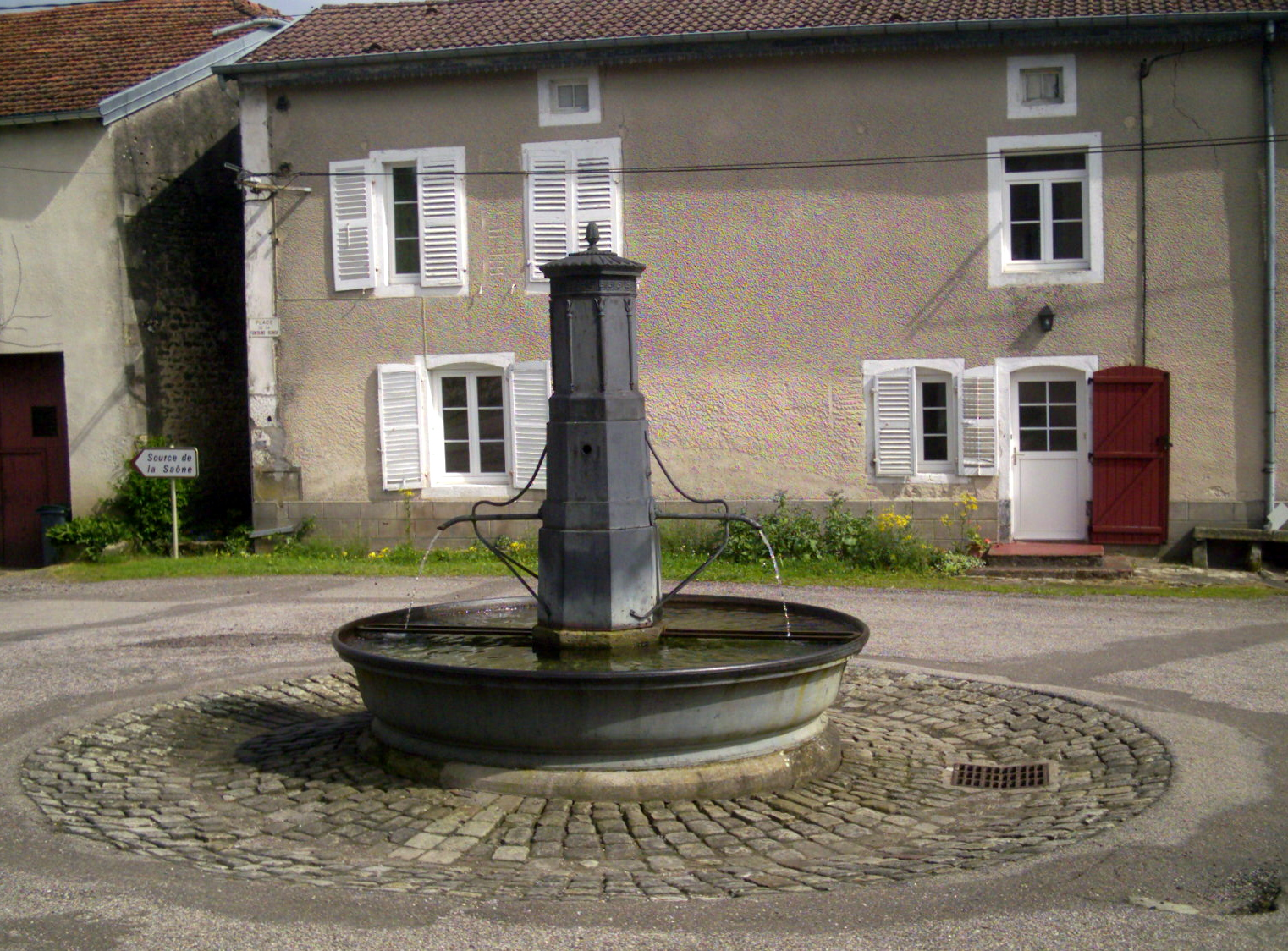
Fontaine.
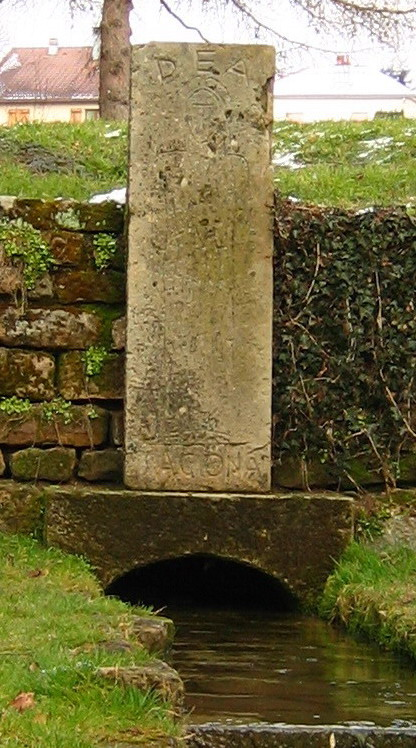
Source de la Saône.
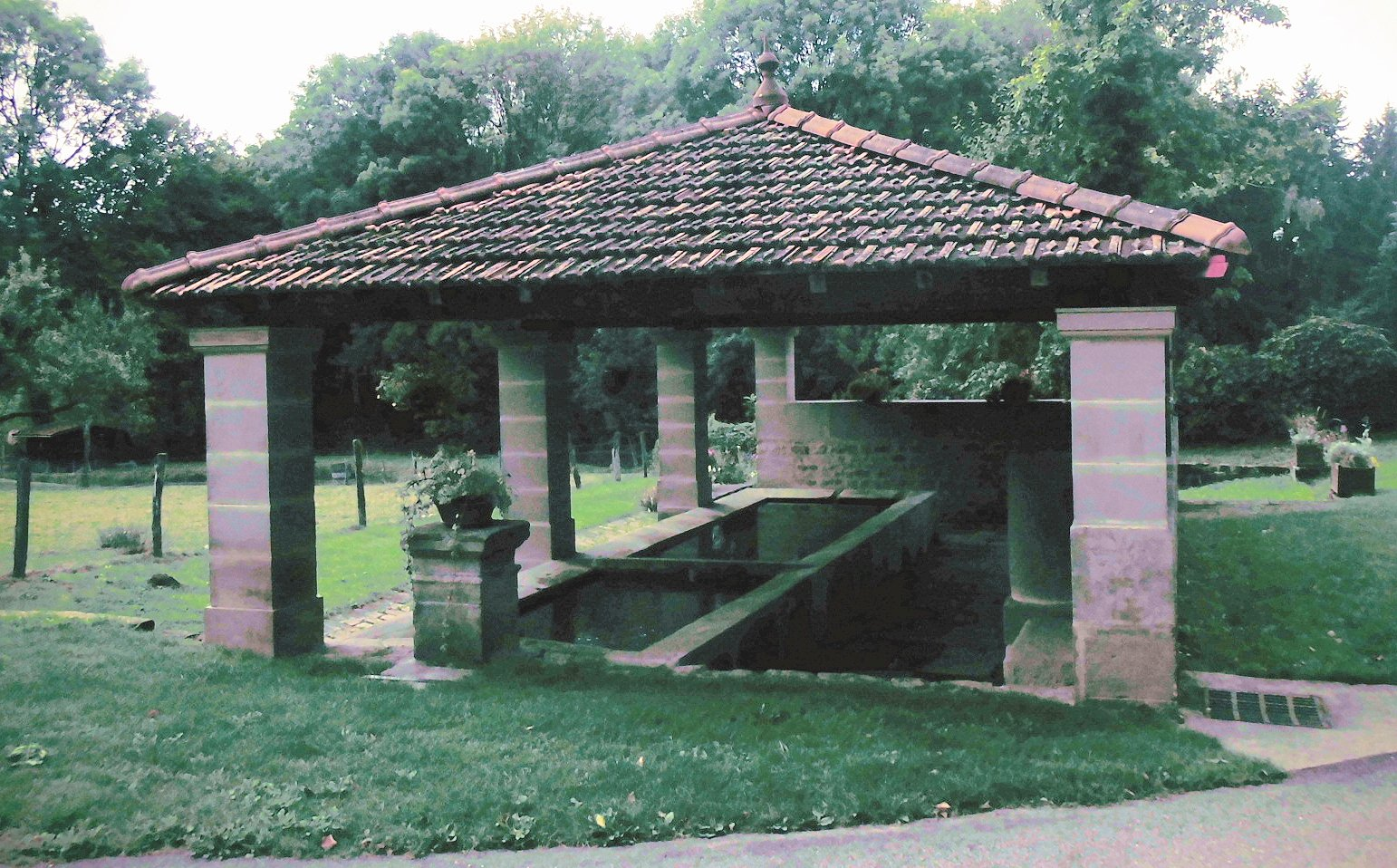
Le lavoir.
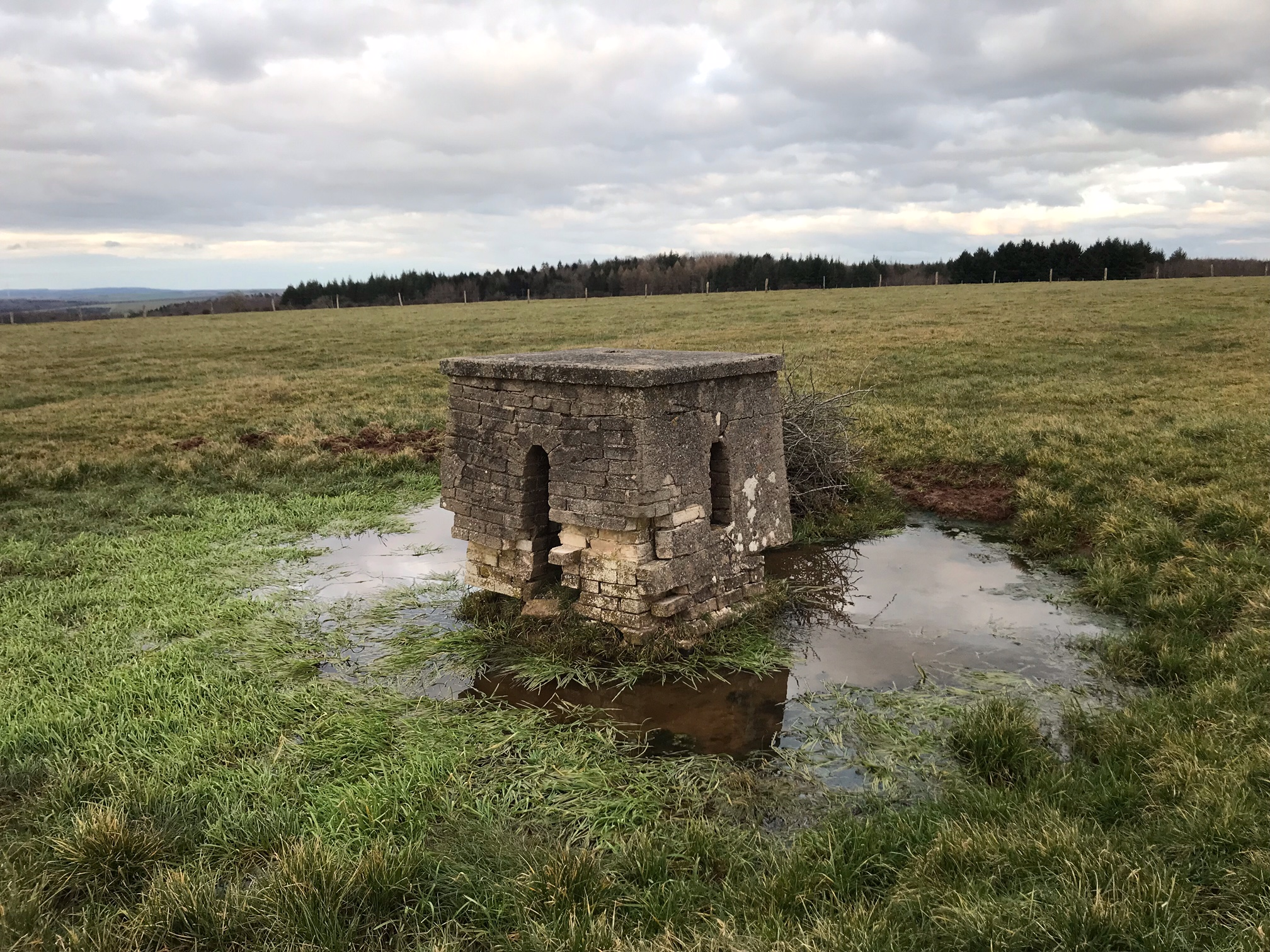
Restes de la cheminée géodésique au sommet du Ménamont.
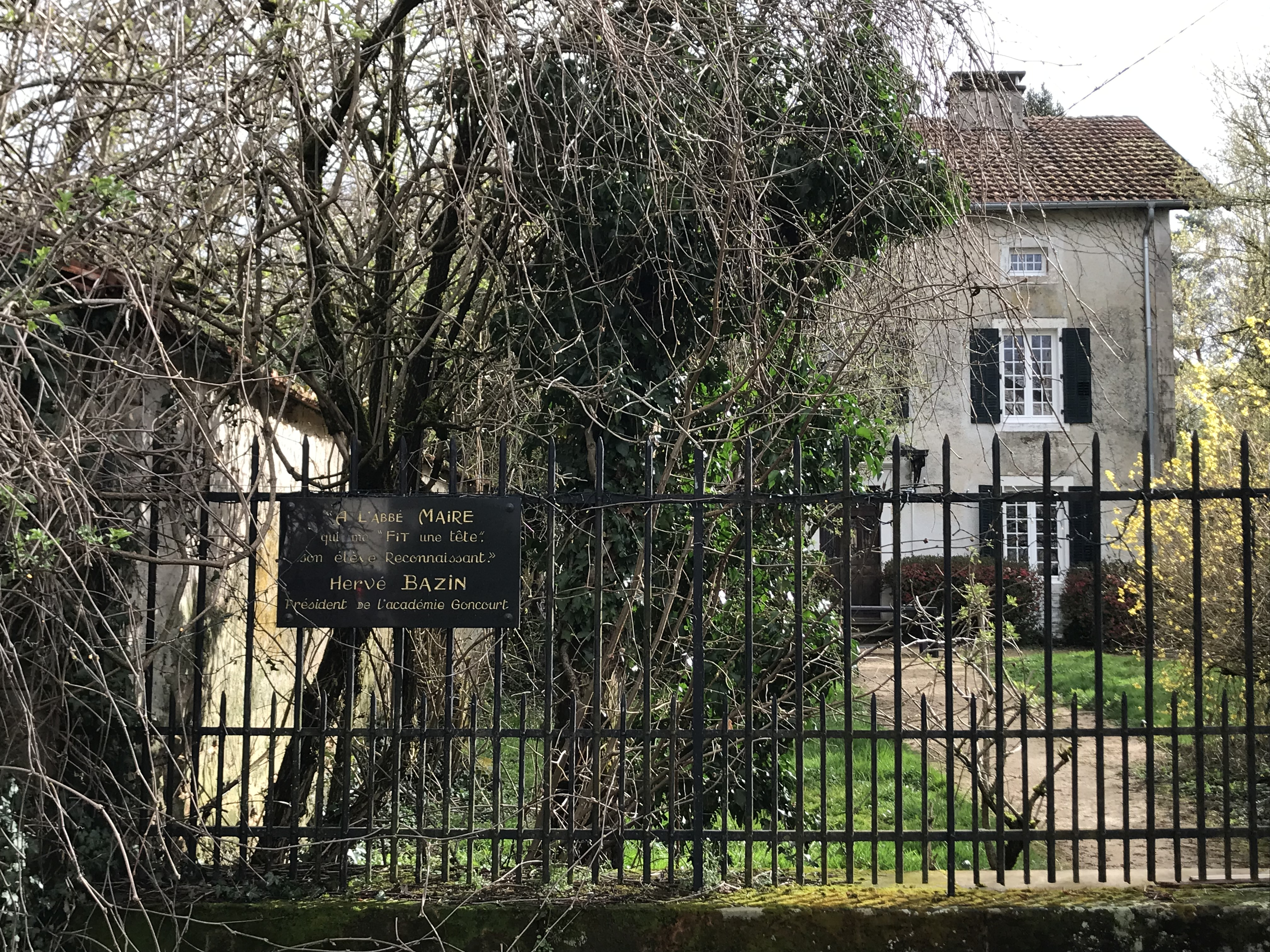
Maison de l'abbé Maire à Vioménil où vécut Hervé Bazin.

- Église Saint-Barthélemy, construite en 1871[29].

Bâton de procession de confrérie.
- Source de la Saône[31],

et le lavoir et l'abreuvoir de la source de la Saône,.
- Patrimoine architectural rural recensé par le service régional de l'Inventaire général du patrimoine culturel[34],[35],[36].
- Restes de la cheminée géodésique au sommet du Ménamont.
- Maison de l'abbé Maire à Vioménil où vécu Hervé Bazin.
- Monument aux morts[37].

### Personnalités liées à la commune
- Charles du Houx de Vioménil, marquis de Vioménil.
- L'écrivain Hervé Bazin a passé une partie de sa jeunesse à Vioménil. La commune a commémoré ce fait en donnant son nom à la place de la Mairie.
- Henri Joly y est né, il fut un inventeur et précurseur du cinéma.
- Augustin Baudoin, entrepreneur de travaux publics, maire d'Épinal[38].
- Auguste Pierrot, professeur, bibliothécaire, érudit, né le 31 janvier 1871 à Vioménil[39].

### Héraldique
| Blason | Blasonnement : D'azur aux trois bandes d'argent, accompagnées de quatre billettes d'or posées en bande et rangées en barre. Commentaires : il s'agit du blason de Charles Joseph Hyacinthe du Houx, comte de Vioménil. Officier émigré à la Révolution, il rentra en France en 1815. Maréchal de France en 1816, il fut fait marquis de Vioménil l’année suivante. |

## Pour approfondir